# Parné-sur-Roc
Parné-sur-Roc település Franciaországban, Mayenne megyében. Lakosainak száma 1384 fő (2022. január 1.). Parné-sur-Roc Bonchamp-lès-Laval, Arquenay, Bazougers, Entrammes, Forcé, Louvigné és Maisoncelles-du-Maine községekkel határos.

## Népesség
A település népességének változása:
| Lakosok száma | 674  | 770  | 821  | 1174 | 1292 | 1332 | 1348 | 1371 | 1383 | 1384 |
|               | 1968 | 1982 | 1990 | 2006 | 2013 | 2015 | 2017 | 2019 | 2020 | 2022 |